# Kyrylo Tymoschenko

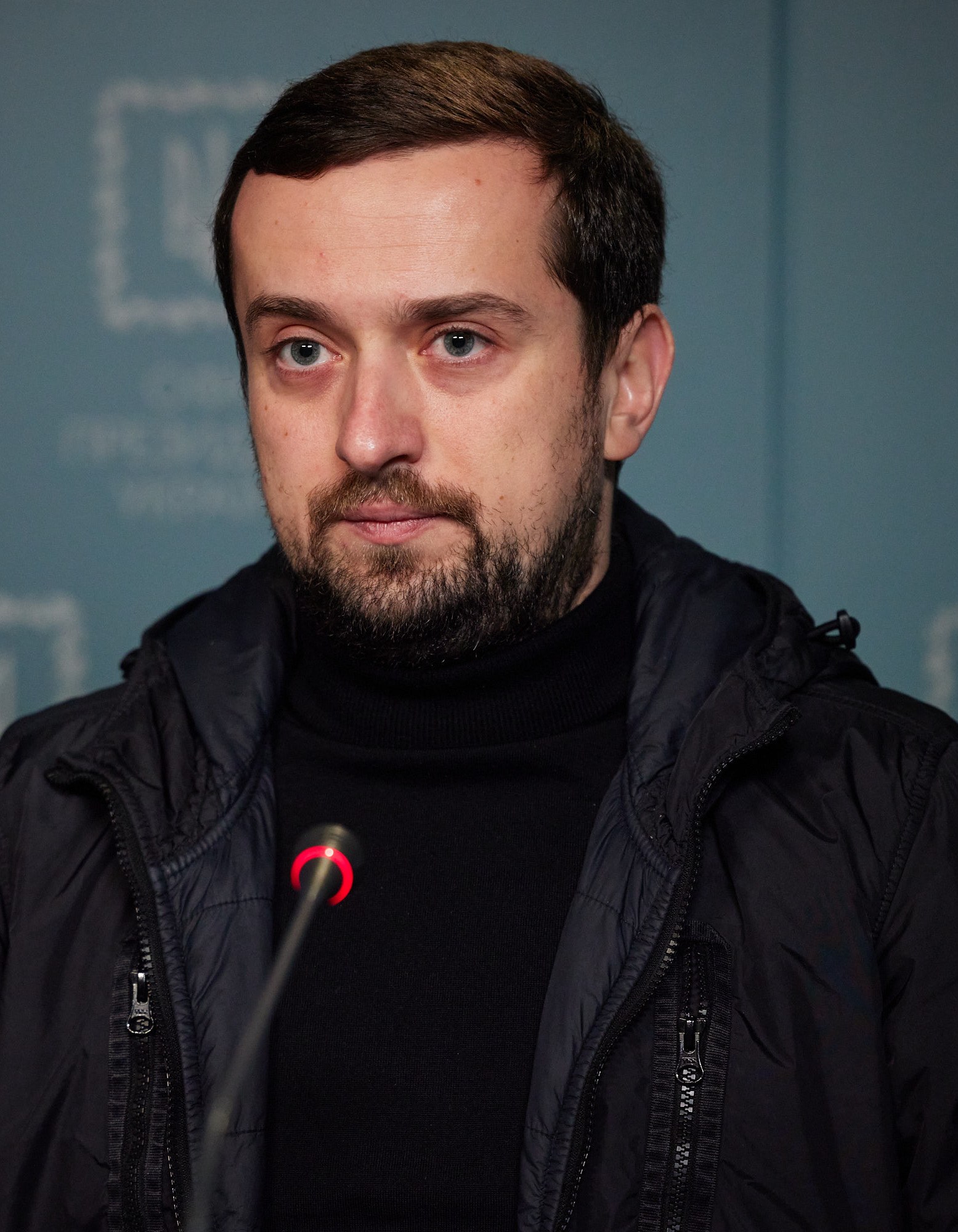
Porträt von Tymoschenko, 2022

Kyrylo Wladlenowytsch Tymoschenko (ukrainisch Кирило Владленович Тимошенко; * 20. April 1989 in Dnipropetrowsk, Ukrainische SSR) ist ein ukrainischer Politiker, der als stellvertretender Leiter des Präsidialamts der Ukraine vom 21. Mai 2019 bis 24. Januar 2023 tätig war. Zudem war er Koordinator des Infrastrukturentwicklungsprogramms „Großbau“.

## Biographie
Tymoschenko wurde 1989 in Dnipropetrowsk, dem heutigen Dnipro, geboren. Er machte seinen Abschluss an der Nationalen Oles-Hontschar-Universität Dnipro mit einem Diplom in Rechtswissenschaften.
Seine berufliche Laufbahn in der Medienwirtschaft begann 2005 als Sportjournalist beim neunten Kanal des privaten Fernsehsender Dnipro. Gleichzeitig arbeitete er als Korrespondent für die Sendung „Goal!“ beim Fernsehsender Nowyj kanal. Dieser bot Tymoschenko 2007 eine Stelle in Kiew an. Er arbeitete für den Fernsehsender Inter TV, für das Unternehmen Film.ua und für den Fernsehsender Ukraine TV. Ab 2011 arbeitete er als Produzent bei den Produktionsstudios „07 Production“ und „Mamas Film Production“. Im Jahr 2014 gründete er das Werbeunternehmen „Goodmedia“, das sich auf Öffentlichkeitsarbeit und Wahlkampagnen spezialisiert hat. Verschiedene ukrainische Politiker wurden zu Tymoschenkos Kunden, insbesondere Petro Poroschenko, Jurij Luzenko, Wolodymyr Hrojsman und das Ministerium für Informationspolitik der Ukraine. Im Jahr 2014 war das Unternehmen an der Produktion des Films Schlacht des Dniepr beteiligt.
Tymoschenko produzierte auch Videos für das Fernsehen über die ukrainischen Streitkräfte – „Airport“, „You are Near. We believe. We live…“. Im Jahr 2015 wurde das Video von Goodmedia zur Unterstützung der Familien der getöteten ukrainischen Soldaten mit dem Omni Award in den Vereinigten Staaten ausgezeichnet. Es war das erste Mal in der Geschichte des Preises, dass ein in der Ukraine produziertes Video den Preis erhielt.

### Politik
Bei den vorgezogenen Parlamentswahl 2014 arbeitete das Unternehmen von Tymoschenko mit den Kandidaten für die Volksabgeordneten zusammen: Borys Filatow, Witalij Kuprij und Andrij Denyssenko. Alle drei wurden später Mitglieder der Partei UKROP. Im Jahr 2015 war Tymoschenko als Medienvertreter für die Partei UKROP tätig, für die er für den Kiewer Stadtrat kandidierte.
Während des Präsidentschaftswahlkampfs 2019 arbeitete er im Hauptquartier des ukrainischen Präsidentschaftskandidaten Wolodymyr Selenskyj und war für die Medien und den kreativen Inhalt der Wahlkampagne verantwortlich; so war er Autor eines Debattenvideos Selenskyjs mit Poroschenko. Er war Mitglied des Organisationskomitees für Selenskyjs Amtseinführung. Am 21. Mai 2019, nach dem Wahlsieg, ernannte Selenskyj Tymoschenko zum stellvertretenden Leiter der Präsidialverwaltung. Im Sommer 2019 wurde die Präsidialverwaltung in das Präsidialamt umstrukturiert. Mit Dekret vom 25. Juni 2019 wurde Tymoschenko zum ebendieses Amts ernannt. Im Präsidialamt war er zunächst für die Informationspolitik zuständig und beaufsichtigte auch das Protokoll des Staatsoberhaupts und den IT-Bereich. Seit 2020 ist Tymoschenko im Präsidialamt für die Regionalpolitik zuständig.
Im Juni 2020 wurde er Koordinator des Präsidentenprogramms „Großes Bauen“, das die Erneuerung von Straßen und sozialer Infrastruktur in der gesamten Ukraine vorsieht. Im März 2021 wurde er zum Exekutivsekretär des Präsidiums des Kongresses der lokalen und regionalen Gebietskörperschaften ernannt, der vom Präsidenten der Ukraine eingesetzt wurde. Am 24. Januar 2023 trat er nach Korruptionsvorwürfen von seinen politischen Ämtern zurück.

### Privatleben
Sein Vater ist Wladlen Tymoschenko (* 19. Mai 1964). Er war Mitglied des Regionalrates von Dnipropetrowsk für die Partei Sluha narodu sowie Vorsitzender des ständigen Ausschusses für die Tätigkeit der kommunalen Unternehmen und des Unternehmertums.
Mit seiner Frau Aljona Tymoschenko, Gründerin der ersten ukrainischen Filmschule, hat er einen gemeinsamen Sohn, Semjon.